# Isabelle de Ludres
Isabelle de Ludre, dite la belle de Ludre, née en 1647 à Ludres en Lorraine, et morte en 1726 à Nancy, est pendant près de deux ans une favorite du roi Louis XIV.

## Biographie

### Jeunesse en Lorraine  et fiancée du duc de Lorraine
Isabelle de Ludre nait à Ludres, dans le Duché de Lorraine en 1647. Elle est la fille de Jean de Ludres et de Claude des Salles.
Admise enfant au Chapitre des dames nobles de Poussay comme chanoinesse, elle y est élevée. 
Elle devient célèbre en étant en fiancée à Charles IV de Lorraine,. Mais Charles IV veut ensuite épouser Marie-Louise d'Apremont qui a alors 14 ans. Isabelle s’y oppose en raison de leurs précédentes fiançailles, et reçoit l’appui du clergé lorrain. Le duc la menace d’engager des poursuites pour le crime de « lèse-majesté » qu’elle a selon lui commis et il épouse Marie-Louise en 1664. 
En 1664, Isabelle quitte Poussay pour la cour de France, en conservant son titre de chanoinesse.

### À cour de France, une favorite de Louis XIV
À son arrivée elle reçoit une charge de Dame d’honneur de « Madame », duchesse d'Orléans, belle-sœur du roi, puis, à la mort de celle-ci, passe au service de la reine Marie-Thérèse (1670), puis de Madame Palatine, la nouvelle « Madame », seconde épouse du frère du roi (1673).
Elle devient une des favorites de Louis XIV  et pendant près de deux ans balançe l'influence de Madame de Montespan.

### Retraite en Lorraine
Elle vit plusieurs années dans des cloîtres parisiens. Endettée, elle réclame une pension au roi, qui la lui accorde.Elle regagne ensuite la Lorraine natale (qui retrouve son indépendance au traité de Ryswick en 1697) et vit notamment dans son château de Vaucouleurs.
En 1693 elle achète une partie de la baronnie de Bayon et pat lettres patentes du 7 octobre 1720, le duc de Lorraine érigea cette terre en marquisat en sa faveur.
Elle meurt à Nancy le 28 janvier 1726 âgée de près de 80 ans.